# Arogno
Arogno (comói nyelvjárásban Rögn  ) svájci olasz település, 1004 lakossal, Ticino kantonban, Lugano kerületben.

## Földrajza

### Fekvése
Arogno a Val Mara fennsíkon található.

### Klímája
Klímája nagyon hasonló a régió más részeiéhez, meleg, néha fojtó nyarakkal, rideg telekkel. Tavaszi szelei nem ritkán elérik a 100 km/h-ás sebességet. Nyáron a levegő hőmérséklete eléri a 35 °C-ot, télen pedig a mínusz 15 °C-ot.

## Története
A várost 962. augusztus 1-jén említik először, amikor Caello Adeldruda 33 ezüstért néhány földet eladott Teudeperto giornicói  keresztény papnak, míg 932. március 1-jén Anselberto, a milánói Sant'Ambrogio-kolostor apátja elcserélt egy Lupo nevű birtokossal Cresonico közelében lévő 85 darab segudói földet, 22 arognóira.
1873-ban Alessandro és Romeo Manzoni, értelmiségiek és politikusok itt nyitották meg az első óragyárat Ticino kantonban, amelyen a 20. század első felében jelentős bővítést hajtottak végre. Az óragyártás kifejlődése a francia nyelvű Svájcból (Suisse Romande) számos betelepülő családot vonzott ide.

## Műemlékek és látnivalók

### Vallási építészet

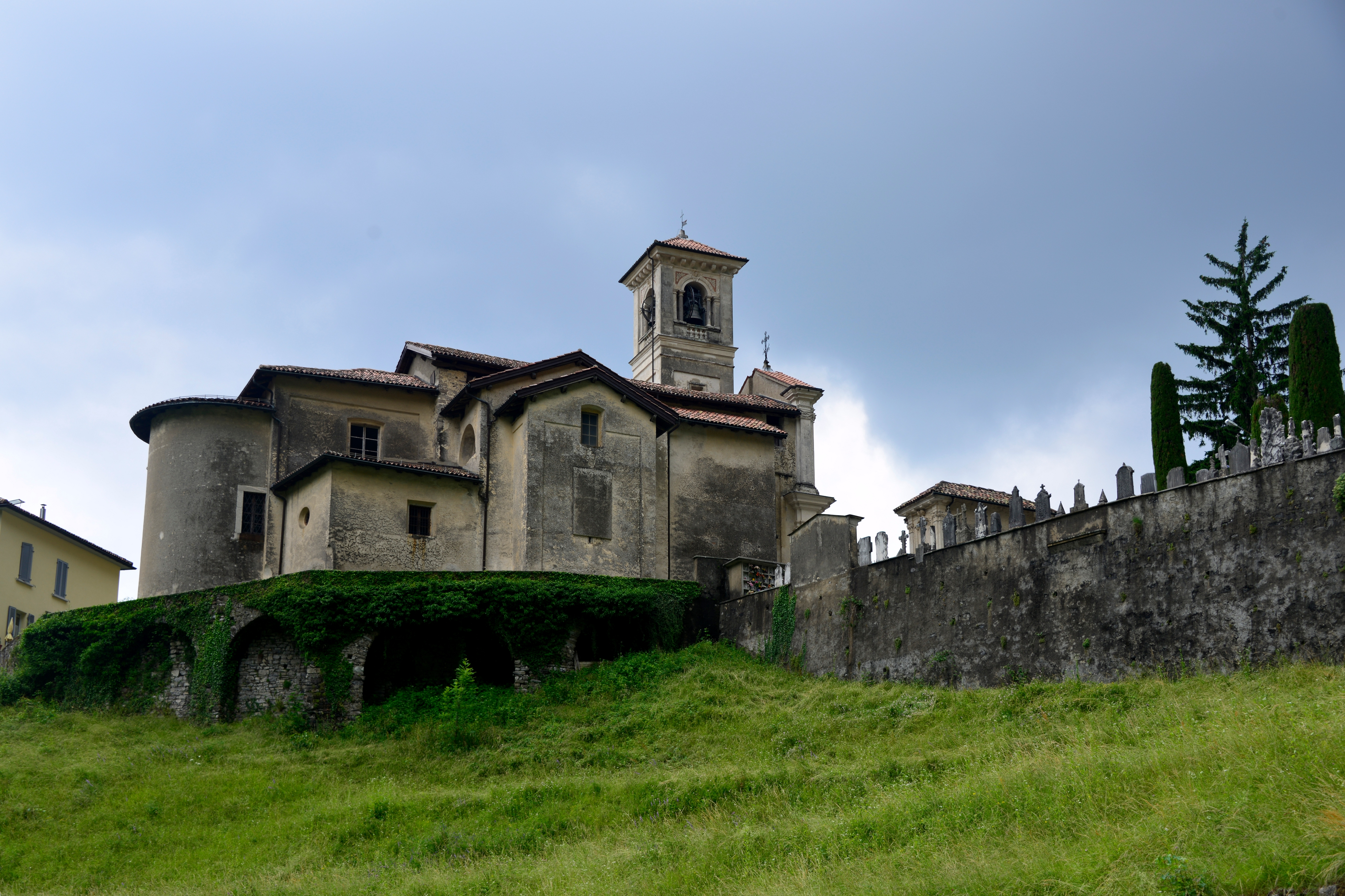
A Szent István-plébániatemplom

- Szent István-plébániatemplom, 810 óta Flüei Szent Miklósnak volt szentelve.
- A Pugerna falu területén található Sant'Evasio-templomot beépítették az azonos nevű kolostorba, amely látszólag egy lombard eredetű vidéki komplexum. A szent alig kivehető freskómaradványai az épület homlokzatán még ma is láthatóak.
- Szent Rókus oratóriuma, a kantoni úton, a falu délnyugati peremén épült.[7]
- Szent Mihály oratóriuma, a völgy keleti oldalán, a Rovióba vezető úton áll.[8]
- Szent Vitus oratóriuma, amelyet 780 és 810 között dokumentáltak, a falu északnyugati részén található, a Pugerna úton.[9]
- Szent József oratóriuma a Pugerna lakóközösségben fekszik.
- A kegyes Szűz Mária barokk oratóriuma legömbölyített sarkú homlokzatával Valmara felé, pár lépésre a Lanzo d’Intelvira vezető ösvénytől.
- A Cà Nova-kápolna, amelyet a Szentháromságnak szenteltek Ca' Novában, a roviól úton, A 15. században emelték, de a barokk korszakban átalakították. Freskói mind a belső, mind a külső fülkén a 15. század végére nyúlnak vissza.[10]
- Felajánlási kápolnák és szentélyek, például a Bosco Szent Jánosnak szentelt és a barokk Madonna és a Gyermeknek.
- A négyzetes, barokk osszárium a Santo Stefano mellett, 1684 és 1710 között létesült.

### Civil építmények

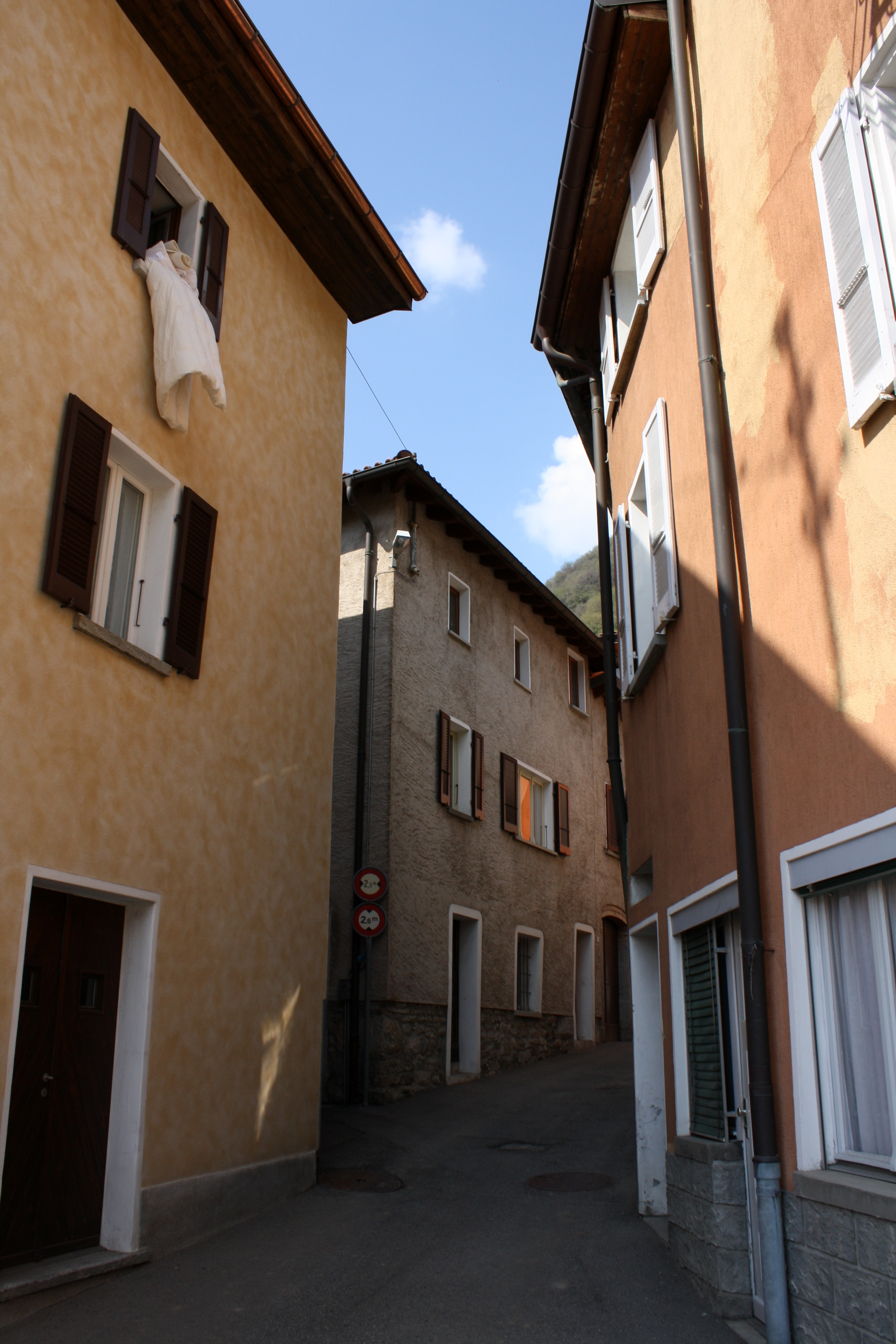
Házak a történelmi belvárosban

- Villa Manzoni (ma köztulajdonban), lombard stílusú üdülő kis kilátótoronnyal, Domenico és Giuseppe Quadroni festett díszítésével 1907-ből. 2014 óta a Manufacture A. Manzoni & Fils székháza
- Casa Colomba (piazza La Fröö), a  XVIII. századból
- Piazza Valecc, a piazza Adamón, a XVII. és XVIII. századból, hatszögletű szökőkúttal, amelynek közepén egy spirális szalaggal díszített oszlop áll
- A korábban az Artari családból származó Ca' di Milanés vagy Casa Cometta rokokó díszítéssel épült, stukkókkal díszített portállal[11]
- Teatro Sociale (piazza Granda), 1930-as megvásárlása óta a városi klasszikus zenei társulat székhelye. Építészeti alapját talán Giovanni Battista Colomba fektette le a XVIII. század végén. Itt látható még a színház nyugatra néző udvara is.

## Társadalom

### Demográfiai fejlődés
A demográfia alakulását a következő táblázat mutatja

## Hírességek
- 1580 körül itt született Agostino Serena olasz építész († Fogaras, 1660 k.), aki főként erdélyi fejedelmek számára alkotott, érett reneszánsz stílusban.

## Közigazgatás
Speciális önkormányzati szervezetként minden e helyről származó család az úgynevezett patriciushivatal tagja, és felelős az önkormányzat határain belül fellelhető minden közvagyonnal való gazdálkodásért. A 20. század második felétől a patríciuscsaládok fiai már elvehették nem patríciuscsaládok leányait is és vice versa. A patríciushivatalt 2009. április 26-án Corrado Sartori elnöklete alatt újra felállították.

## Bibliográfia
- Johann Rudolf Rahn, A középkor művészeti emlékművei a Ticino kantonban, Carlo Salvioni típusú litográfia, Bellinzona, 1894, 5, (Casanova) 78.
- Giuseppe Bianchi, a Ticino művészek. Életrajzi szótár, Bianchi Könyvtár, Lugano 1900.
- Virgilio Gilardoni, a román. Alpok előtti Lombardia művészete és emlékművei, Casagrande Grafikai Intézet, Bellinzona, 1967, 36-37, 39, 183-187, 423, 533.
- Agostino Robertini, Silvano Toppi, Gian Piero Pedrazzi, Arogno, az Il Comune-ban, Edizioni Giornale del popolo, Lugano, 1974, 9–24.
- Bernhard Anderes, az olasz Svájc művészeti útmutatója, Trelingue Editions, Porza-Lugano 1980, 327-329.
- Adriano Caprioli, Antonio Rimoldi, Luciano Vaccaro (szerkesztette), Comói Egyházmegye, Editrice La Scuola, Brescia, 1986, 82.
- Emilio Motta, Ticino Ephemerides, reprint, Half Moon Editions, Giubiasco 1991.
- Lucia Pedrini Stanga, I. Colomba di Arogno, Fidia művészeti kiadások, Lugano 1994.
- Flavio Maggi, Patriziati és patricians Ticino-ból, Pramo Edizioni-ból, Viganello 1997.
- Luciano Vaccaro, Giuseppe Chiesi, Fabrizio Panzera, Terre del Ticino. Lugano egyházmegye, La Scuola kiadó, Brescia 2003, 301.
- AA. VV., Olasz svájci útmutató, Casagrande Editions, Bellinzona 2007, 363-366.
- Mario Delucchi, az Arogno gyárai, Fontana Edizioni, Pregassona; Idem, Arogno, a helyek és történelemük, Fontana Edizioni, Pregassona; Ditto, Arogno utolsó "maestran", Fontana Edizioni, Pregassona.
- Idem és Celso Tantardini (szerkesztők), emlékiratai perces dolog, Fontana Editions, 2009 Pregassona.

## Külső hivatkozások
- Arogno németül, franciául és olaszul az online Historical Dictionary of Switzerland oldalán.
- Ufficio di statistica del Cantone Ticino: Arogno
- Inventario ISOS: Arogno. [2016. június 5-i dátummal az eredetiből archiválva]. (Hozzáférés: 2012. október 5.)
- Artistiticinesi-ineuropa: Arogno